# Bob ai XXIV Giochi olimpici invernali - Bob a quattro maschile
Nel bob ai XXIV Giochi olimpici invernali la gara del bob a quattro maschile si è disputata nelle giornate del 19 e 20 febbraio 2022 sulla pista del National Sliding Centre nella località di Yanqing.

## Riepilogo
Il titolo olimpico uscente apparteneva al quartetto tedesco composto da Francesco Friedrich, Candy Bauer, Martin Grothkopp e Thorsten Margis, che avevano preceduto i connazionali Nico Walther, Kevin Kuske, Alexander Rödiger ed Eric Franke e la compagine sudcoreana formata da Won Yun-jong, Jun Jung-lin, Seo Young-woo e Kim Dong-hyun, i quali tagliarono il traguardo con il medesimo tempo calcolato al centesimo di secondo e pertanto vinsero la medaglia d'argento a pari merito. I detentori del titolo mondiale di Altenberg 2021 erano gli stessi Friedrich, Bauer e Margis con il frenatore Alexander Schüller.
La medaglia d'oro è stata conquistata nuovamente dall'equipaggio tedesco formato da Francesco Friedrich, Thorsten Margis e Candy Bauer, con Alexander Schüller al posto di Grothkopp rispetto a quattro anni prima, giunti al traguardo con 37 centesimi di secondo davanti alla formazione composta dai connazionali Johannes Lochner, Florian Bauer, Christopher Weber e Christian Rasp, che hanno quindi vinto la medaglia d'argento, e precedendo sul podio la compagine canadese costituita da Justin Kripps, Ryan Sommer, Cam Stones e Benjamin Coakwell, staccati di 79 centesimi di secondo dai vincitori. 
Friedrich, Margis e Bauer si confermarono quindi campioni olimpici nella disciplina a quattro dopo l'oro vinto a Pyeongchang 2018, eguagliando le imprese compiute dai connazionali André Lange e Kevin Kuske a Salt Lake City 2002 e a Torino 2006, dai tedeschi orientali Meinhard Nehmer e Bernhard Germeshausen a Innsbruck 1976 e a Lake Placid 1980, e dagli statunitensi Billy Fiske e Clifford Gray a Sankt Moritz 1928 e a Lake Placid 1932; Friedrich e Margis furono inoltre gli unici nella storia ad aver ottenuto per due volte la doppietta, ovvero il titolo olimpico in entrambe le discipline nella stessa edizione dei Giochi, superando gli stessi Lange e Kuske (doppietta nel 2006), Nehmer e Germeshausen (nel 1980), i tedeschi occidentali Andreas Ostler e Lorenz Nieberl (a Oslo 1952), e i tedeschi orientali Wolfgang Hoppe e Dietmar Schauerhammer (a Sarajevo 1984). Kripps divenne invece l'unico canadese a detenere due medaglie olimpiche, avendo vinto l'oro a due nel 2018.

## Sistema di qualificazione
In base a quanto previsto dal regolamento di qualificazione ai Giochi, potevano partecipare alla competizione al massimo 28 equipaggi suddivisi secondo le seguenti quote: 2 nazioni avevano diritto a schierare tre equipaggi, 7 nazioni potevano portarne due e altre 8 soltanto uno; era inoltre garantito almeno un posto per una compagine cinese in qualità di nazione ospitante i Giochi. Tenendo conto di questo sistema di selezione, la quota dei piloti schierabili da ogni comitato olimpico nazionale era calcolata in base alla graduatoria dell'IBSF Ranking (classifica a punti comprendente le gare di Coppa del Mondo, Coppa Europa e Coppa Nordamericana, con pesi differenti) al 16 gennaio 2022. Eventuali ulteriori posti avanzati verranno assegnati scorrendo il suddetto Ranking IBSF. La scelta delle atlete vere e proprie era tuttavia a discrezione di ogni comitato nazionale, a patto che essi soddisfino determinati requisiti di partecipazione a gare internazionali disputatesi nella stagione pre-olimpica e sino al 16 gennaio 2022.

### Equipaggi qualificati
Il 17 gennaio 2022 la IBSF aveva diramato i comunicati ufficiali in merito ai 28 equipaggi qualificati ai Giochi e il successivo 23 gennaio tutti gli aventi diritto confermarono la partecipazione alla gara:
- Nazioni con tre equipaggi:  Germania e  Canada;
- Nazioni con due equipaggi:  ROC,  Stati Uniti,  Svizzera,  Austria,  Corea del Sud,  Cina e  Italia;
- Nazioni con un equipaggio:  Gran Bretagna,  Lettonia,  Francia,  Rep. Ceca,  Paesi Bassi,  Brasile,  Romania e  Giamaica.

## Record del tracciato
Prima della manifestazione non era ancora stato stabilito alcun primato del tracciato del National Sliding Centre, di conseguenza durante la competizione sono stati battuti i seguenti record:
| Record   | Data        | Evento   | Atleti                                                                   | Nazione  | Tempo |
| -------- | ----------- | -------- | ------------------------------------------------------------------------ | -------- | ----- |
| Partenza | 19 febbraio | manche 1 | Francesco Friedrich / Thorsten Margis / Candy Bauer / Alexander Schüller | Germania | 4"85  |
| Pista    | 19 febbraio | manche 1 | Johannes Lochner / Florian Bauer / Christopher Weber / Christian Rasp    | Germania | 58"13 |
| Partenza | 19 febbraio | manche 2 | Francesco Friedrich / Thorsten Margis / Candy Bauer / Alexander Schüller | Germania | 4"82  |

## Classifica di gara
| Pos. | Nazione       | Atlete                                                                                           | 1ª manche  | 2ª manche | 3ª manche | 4ª manche | Totale  | Distacco |
| ---- | ------------- | ------------------------------------------------------------------------------------------------ | ---------- | --------- | --------- | --------- | ------- | -------- |
|      | Germania      | Francesco Friedrich Thorsten Margis Candy Bauer Alexander Schüller                               | 58"29      | 58"71     | 58"17     | 59"13     | 3'54"30 | –        |
|      | Germania      | Johannes Lochner Florian Bauer Christopher Weber Christian Rasp                                  | 58"13 (TR) | 58"90     | 58"34     | 59"30     | 3'54"67 | +0"37    |
|      | Canada        | Justin Kripps Ryan Sommer Cam Stones Benjamin Coakwell                                           | 58"38      | 59"00     | 58"44     | 59"27     | 3'55"09 | +0"79    |
| 4    | Germania      | Christoph Hafer Michael Salzer Matthias Sommer Tobias Schneider                                  | 58"60      | 58"95     | 58"35     | 59"25     | 3'55"15 | +0"85    |
| 5    | Lettonia      | Oskars Ķibermanis Matīss Miknis Dāvis Spriņģis Edgars Nemme                                      | 58"70      | 58"86     | 58"41     | 59"30     | 3'55"27 | +0"97    |
| 6    | Gran Bretagna | Brad Hall Taylor Lawrence Nick Gleeson Greg Cackett                                              | 58"60      | 59"09     | 58"65     | 59"38     | 3'55"72 | +1"42    |
| 7    | ROC           | Rostislav Gajtjukevič Michail Mordasov Pavel Travkin Aleksej Laptev                              | 58"54      | 59"24     | 58"81     | 59"56     | 3'56"15 | +1"85    |
| 8    | ROC           | Maksim Andrianov Aleksej Zajcev Vladislav Žarovcev Dmitrij Lopin                                 | 58"82      | 59"30     | 59"03     | 59"40     | 3'56"55 | +2"25    |
| 9    | Canada        | Christopher Spring Cody Sorensen Samuel Giguere Mike Evelyn                                      | 59"10      | 59"33     | 59"10     | 59"46     | 3'56"99 | +2"69    |
| 10   | Stati Uniti   | Hunter Church Joshua Williamson Kristopher Horn Charles Volker                                   | 58"91      | 59"70     | 59"96     | 58"49     | 3'57"06 | +2"76    |
| 11   | Svizzera      | Michael Vogt Luca Rolli Cyril Bieri Sandro Michel                                                | 59"23      | 59"22     | 59"18     | 59"44     | 3'57"07 | +2"77    |
| 12   | Austria       | Benjamin Maier Sascha Stepan Markus Sammer Kristian Huber                                        | 58"76      | 59"46     | 59"17     | 1'00"10   | 3'57"49 | +3"19    |
| 13   | Romania       | Mihai Cristian Tentea Raul Constantin Dobre Nicolae Ciprian Daroczi Cristian Radu                | 58"87      | 59"55     | 59"30     | 59"93     | 3'57"65 | +3"35    |
| 13   | Stati Uniti   | Frank Del Duca Carlo Valdes James Reed Hakeem Abdul-Saboor                                       | 59"26      | 59"56     | 59"39     | 59"44     | 3'57"65 | +3"35    |
| 15   | Italia        | Patrick Baumgartner Eric Fantazzini Alex Verginer Lorenzo Bilotti                                | 59"36      | 59"72     | 59"34     | 59"28     | 3'57"70 | +3"40    |
| 16   | Cina          | Sun Kaizhi Wu Qingze Wu Zhitao Zhen Heng                                                         | 59"38      | 59"65     | 59"47     | 59"47     | 3'57"97 | +3"67    |
| 17   | Cina          | Li Chunjian Ding Song Ye Jielong Shi Hao                                                         | 59"31      | 59"55     | 59"46     | 59"66     | 3'57"98 | +3"68    |
| 18   | Corea del Sud | Won Yun-jong Kim Jin-su Jung Hyun-woo Kim Dong-hyun                                              | 59"45      | 59"60     | 59"38     | 59"59     | 3'58"02 | +3"72    |
| 19   | Francia       | Romain Heinrich Lionel Lefebvre Dorian Hauterville Jérôme Laporal                                | 59"29      | 59"53     | 59"29     | 1'00"06   | 3'58"17 | +3"87    |
| 20   | Brasile       | Edson Luques Bindilatti Rafael Souza da Silva Erick Gilson Vianna Jerônimo Edson Ricardo Martins | 59"49      | 59"60     | 59"78     | 59"61     | 3'58"48 | +4"18    |
| 21   | Rep. Ceca     | Dominik Dvořák Jan Šindelář Jakub Nosek Dominik Záleský                                          | 59"71      | 59"80     | 59"65     | NQ        | 2'59"16 | -        |
| 22   | Austria       | Markus Treichl Markus Glück Sebastian Mitterer Robert Eckschlager                                | 59"53      | 1'00"07   | 59"59     | NQ        | 2'59"19 | -        |
| 23   | Canada        | Taylor Austin Daniel Sunderland Chris Patrician Jay Dearborn                                     | 59"67      | 59"81     | 59"79     | NQ        | 2'59"27 | -        |
| 24   | Svizzera      | Simon Friedli Adrian Fässler Fabio Badraun Andreas Haas                                          | 59"71      | 1'00"01   | 59"57     | NQ        | 2'59"29 | -        |
| 25   | Corea del Sud | Suk Young-jin Kim Hyeong-geun Kim Tae-yang Shin Ye-chan                                          | 59"74      | 1'00"31   | 59"91     | NQ        | 2'59"96 | -        |
| 26   | Paesi Bassi   | Ivo De Bruin Jelen Franjic Janko Franjic Dennis Veenker                                          | 59"85      | 1'00"07   | 1'00"07   | NQ        | 3'00"00 | -        |
| 27   | Italia        | Mattia Variola Robert Mircea Alex Pagnini Josè Delmas Obou                                       | 1'00"25    | 1'00"33   | 1'00"07   | NQ        | 3'00"65 | -        |
| 28   | Giamaica      | Shanwayne Stephens Ashley Watson Rolando Reid Matthew Wekpe                                      | 1'00"80    | 1'01"39   | 1'01"23   | NQ        | 3'03"42 | -        |

Data: Sabato 19 febbraio 2022

Ora locale 1ª manche: 09:30

Ora locale 2ª manche: 11:05

Data: Domenica 20 febbraio 2022

Ora locale 3ª manche: 09:30

Ora locale 4ª manche: 11:19

Pista: National Sliding Centre

Legenda:
- DNS = non partiti (did not start)
- DNF = prova non completata (did not finish)
- DSQ = squalificati (disqualified)
- Pos. = posizione
- TR = record del tracciato (track record)
- in grassetto il miglior tempo di manche